# 2014년 콩고 민주 공화국 에볼라 유행
2014년 콩고 민주 공화국 에볼라 유행은 2014년 8월부터 진행된 에볼라 출혈열 유행 중 하나이다. 처음에는 8월 20일 의료인 4명을 포함한 여러 명이 콩고 민주 공화국의 수도 킨샤사에서 북쪽으로 약 1,207km나 떨어진 에카퇴르 주 지역에서 에볼라 출혈열과 유사한 증세로 사망한 사실이 드러났다. 8월 21일에는 유사한 증상으로 13명이 사망했다고 보고했다.
8월 22일 , 세계 보건 기구와 국경 없는 의사회에서는 이 사람들이 에볼라로 사망했는지는 아직 확신할 수 없다고 말했다. 확진을 위해 혈액 샘플이 보내졌고, 8월 24일에는 에볼라 바이러스 양성으로 확인되었다. 이 샘플에서 검출된 바이러스는 수단 바이러스로 서아프리카에서 유행하고 있는 에볼라바이러스와는 서로 다른 종이다. 또한, 다른 혈액 샘플에서는 수단 바이러스와 자이르 바이러스가 혼합된 형태로 검출되었는데 자이르 바이러스는 현재 서아프리카에서 유행하고 있는 바이러스이다.
8월 26일, 콩고 민주 공화국 보건부는 에카퇴르 주에서 일어난 질병은 WHO가 에볼라 바이러스인 것을 확인했다고 말했다. 최초 감염은 이카나몬고 마을에서 야생돌물을 도살한 남편이 에볼라 출혈열로 사망한 이후 같이 사망한 여성이라고 밝혔다. 이 여성은 이사카 마을에서 개인적으로 치료를 받았지만 8월 11일에 당시에는 알 수 없는 출혈열로 사망했다고 말했다. 그 다음 주에는 여성의 친척과 치료를 도운 의료인들, 이 사람과 접촉한 사람들이 유사한 증세를 보였다고 말했다. 이후 의료인 5명이 사망했다.
8월 26일, 세계 보건 기구에서는 "7월 28일부터 8월 18일까지 사망 13명을 포함한 24명이 에볼라 바이러스로 의심된다. 이 샘플들은 확인을 위해 킨샤사와 가봉의 실험실로 옮겨져 에볼라 바이러스와 그의 변종을 확인했다. 지침증례 및 80명의 사람들은 서아프리카의 에볼라 바이러스 유행 국가(기니, 라이베리아, 시에라리온, 나이지리아) 또는 영향을 받은 지역에서 온 사람들과 접촉한 적이 없었다. 그러므로, 현재 콩고 민주 공화국의 에볼라 바이러스는 서아프리카에서 유행하고 있는 질병과는 관련이 없다."라고 말했다.
9월 2일, 세계 보건 기구 통신 부장인 유진 캄밤비는 에쿠아퇴르 주 북부의 보엔데 지역에서 31명이 에볼라 바이러스로 사망했다고 말했다. 또한, 캄밤비는 53명이 감염을 확인했거나 의심된다라고 말했다. 현재 185명이 에볼라 바이러스와 유사한 증세를 보이고 있다. 또한, 다음 주 월요일 까지는 이 지역에 에볼라 출혈열 환자를 위한 병원을 설치할 것이라고 말했다.
9월 6일, 보건 장관 펠릭스 카반제 눔비는 에볼라 사망 확인자/의심자가 32명이 되었다고 말했다. 총 감염자 및 감염 의심자는 59명이라고 발표했다. 이 발발에서 아직도 보엔데 지역의 약 336명 정도가 추적 조사중이라고 말했다.
9월 9일, WHO가 에볼라 감염자를 62명으로, 사망자를 35명으로 상향했다. 이중에는 사망자 7명을 포함한 의료인 감염자 9명도 포함된 수치이다. 총 386명의 접촉자를 확인했고 239명의 신원을 추적하고 있다고 말했다. 현재 이 유행은 보엔데 지역의 제라 구에만 퍼지고 있다.
9월 18일, WHO가 총 감염자 68명으로 확인했으며, 40명 이상이 에볼라 바이러스 감염 사망자로 의심된다고 말했다. 이 중에는 의료인 8명도 포함된 수치이다.
2014년 11월 15일, 콩고 민주 공화국 서부의 에볼라 유행이 종결되었다고 선포되었다.

## 같이 보기
- 2014년 서아프리카 에볼라 유행
- 에볼라 유행 목록